# Sopa de guisantes

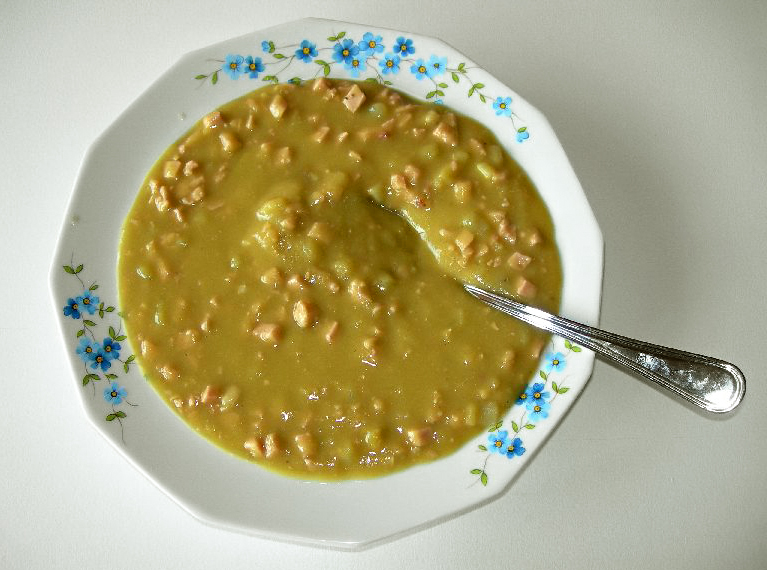
Sopa de guisantes

La sopa de guisantes (llamada erwtensoep o snert en los Países Bajos) es una sopa muy conocida en la cocina neerlandesa (en los Países Bajos, es uno de los platos nacionales), así como en las cocinas sueca (ärtsoppa), finlandesa (hernekeitto) y alemana (Erbsensuppe).
El ingrediente principal, como su nombre lo dice, es el guisante (Pisum sativum), el cual se machaca hasta hacer con él un puré. Se trata de un plato de origen humilde hoy en día muy popular que suele servirse caliente en los periodos de invierno. Existen muchas variedades de esta sopa en los diversos países, y pueden depender hasta en el color, que puede ir desde un verde-grisáceo hasta el amarillo, dependiendo en gran medida de la variedad de guisante empleada.

### Alemania

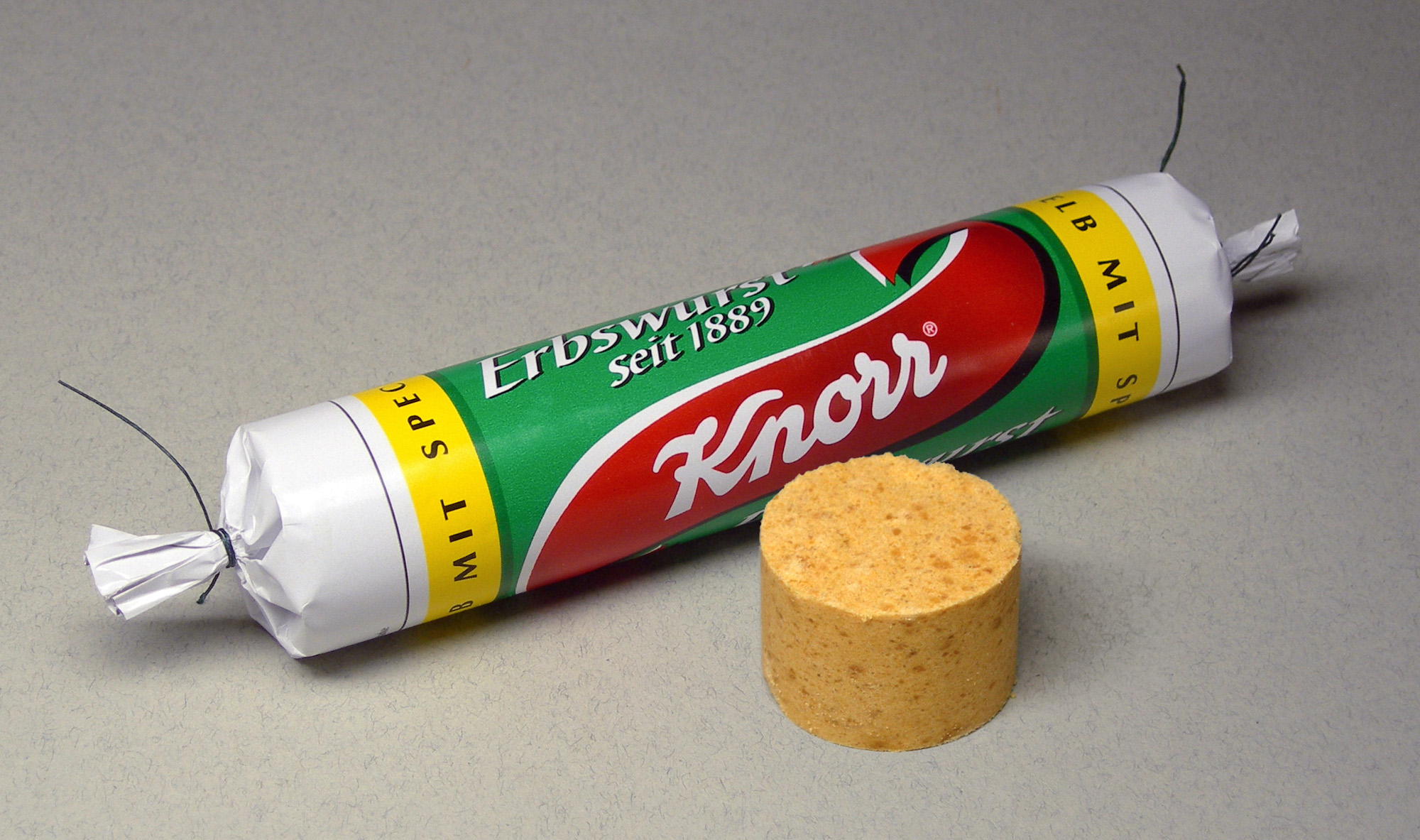
Tubo con Erbswurst